# Чемер
Чемер (мађ. Csömör, слч. Čemer) је насеље у централној Мађарској. Чемер је веће насеље у оквиру пештанске жупаније. Лежи у метрополитанској области Будимпеште, северно од 16. округа Будимпеште и западно од Киштарче, на западном делу брда Геделе, у скретању потока Чемер. По попису из 2020. године има 9.971 становника .

## Географија

### Локација
Чемер се налази западно од Киштарче, Налази се северно од Будимпештанског XVI округа, на западној ивици брда Геделе, у долини коју формира кривина потока Чомор.
На њено административно подручје утичу и аутопут М0 и магистрални пут 3, али се по својој насељености заправо може сматрати џепним насељем, јер се до њега може доћи само путем из Будимпеште: 21 103 из правца Цинкоте, 21 104 из правца Арпадфелда, од Ујпалоте, и од раскрснице М0 Ујпалота–Чемер на споредном путу број 21 105.

## Историја
На делу Урашагија, Поља пасуља и Ретпотлек пронађени су керамички фрагменти неолитског (3200–3000. п. н. е.) порекла.
На подручју припадника Урашаги, Седер-велђи-диле, пронађени су керамички фрагменти бронзаног доба (1900–800. п. н. е.). На парцели бр. 64 у  улици Ержебет је пронађена група налаза који припадају заоставштини културе Ваћа (1700–1400. п. н. е.). Келтско гробље са скелетима из гвозденог доба (380-300. п. н. е.) ископано је у винограду иза плаже. Међу налазима су наруквице, фибуле, висећи украси за одећу, мачеви са корицама и гвоздени ланци за мачеве.
Између 3. и 4. века у области Чемора, са обе стране потока, стајало је једно сарматско село. Приликом ископавања сарматског села откривени су фрагменти сарматске керамике и фрагменти римске чиније из III века. Фрагменти посуда из аварског периода пронађени су у области Рет-потлек и Рети-дилек.
2019. године на захтев јавности у улици ХЕВ-Аломаш изграђен је модерна железничка станица Чемери Егесеђхаз.
Године 2020, у улици Сабадшаг ут, свечано је отворена израда Јаноша Меслењија, прве јавне бронзане статуе у насељу у част краља Светог Стефана. Такође исте године завршена је реформатска црква.

## Становништво
Током пописа 2011. године, 86,5% становника се изјаснило као Мађари, 0,2% као Роми, 0,2% као Пољаки, 2,3% као Немци, 0,5% као Румуни и 2% као Словаци (13,4% се није изјаснило).
| Година | Становника |
| ------ | ---------- |
| 1970.  | 5.046      |
| 1980.  | 5.516      |
| 1990.  | 5.487      |
| 2001.  | 7.266      |
| 2011.  | 9.293      |

## Религија
Према подацима КСХ, верски распоред становништва у 2011. години био је следећи:
- Католици: 31,1%
- Евангелистички: 9,7%
- Реформисано: 7,3%
- Друге верске деноминације: 3,2%